# Industriebahn des Geyseritwerks Usingen
| Industriebahn des Geyseritwerks Usingen                                                                          | Industriebahn des Geyseritwerks Usingen |
| --- | --------------------------------------- |
| Eine Dampflokomotive der Werksbahn des Geyseritwerks Usingen mit einem Holzkastenkipper vor der Laurentiuskirche |                                         |
| Ehemaliger Streckenverlauf auf einer Karte von 2021                                                              |                                         |
| Spurweite: | 900 mm (Schmalspur)                     |
| Maximale Neigung:                                                                                                | 35 ‰                                    |
| Minimaler Radius:                                                                                                | 40 m                                    |
| |                                         |

Werbeanzeige der Deutschen Feldbahn- und Industriebedarfs-Kommanditgesellschaft, Martin Kallmann, Mannheim, 1923

Die Industriebahn des Geyseritwerks Usingen war von 1923 bis 1927 eine etwa sechs Kilometer lange schmalspurige Werksbahn mit einer Spurweite von 900 mm vom Bahnhof Usingen zu den Steinbrüchen. Die Steinbrüche wurden später vom Bremthaler Quarzitwerk übernommen, das heute von der Mineralmühle Leun der Rau-Gruppe mit Hauptsitz in Leun a. d. Lahn betrieben wird. Der früher Geyserit genannte Quarz wurde z. B. im Glaswerk Schott in Mainz für die Herstellung von hochwertigem Glas verwendet, das daraus optische Spezialgläser, z. B. für astronomische Teleskope, herstellte.

## Geologie
Quarz, der früher Geyserit genannt wurde, ist ein hochwertiger Rohstoff für die Porzellan-, Steingut- und Glasindustrie. In der Gegend von Usingen, z. B. an den Eschbacher Klippen, zeichnete er sich durch besondere Reinheit aus und ist daher überregional bekannt. Ein Abbau erfolgt heute noch im Quarzit-Werk Köppern. Geyserit ist eigentlich eine wasserhaltige amorphe Kieselsäure, die im Usinger Quarzitgang gar nicht vorkommt.
Zeitungsberichte im Usinger Kreisblatt erwähnen den Quarzgang 1910 zum ersten Mal. Am 10. Juni 1912 beantragte die Gewerkschaft Melzingen zu Usingen mit Hauptsitz in Gotha eine staatliche Genehmigung zur Einrichtung eines Steinbruchbetriebs. Während des Ersten Weltkriegs wurde die Quarzgewinnung dann durch das Geyseritwerk Usingen der Gewerkschaft Melzingen am Unterstrütchen in der Gemarkung Eschbach sowie durch das Geyseritwerk der Gewerkschaft Dörrberg am Dörrberg in der Gemarkung Cransberg voll betrieben.

## Planung und Genehmigung
Am 5. April 1917 beantragte die Gewerkschaft Melzingen beim Landratsamt Usingen die Bauerlaubnis für eine schmalspurige Feldbahn vom Geyseritwerk an der Nauheimer Straße bis zum Staatsbahnhof, mit der Begründung, Geyserit sei ein kriegswichtiger Grundstoff für die Glasherstellung. Das Ingenieurbüro Winkelmann in Wiesbaden erstellte detaillierte Pläne für die Feldbahn und reichte sie mit Erläuterungen am 29. Oktober 1917 beim Landratsamt ein, das sie prüfte und am 12. Februar 1918 genehmigte. Daraufhin stellte der Regierungspräsident am 2. Oktober 1919 eine Genehmigungsurkunde aus, so dass mit dem Bau begonnen werden konnte. In der Nachkriegszeit kam es aber zu Verzögerungen, weshalb der Landrat am 7. September 1922 anfragte, „bis wann etwa die Bahnanlage fertig gestellt ist und die Inbetriebnahme erfolgen soll“.

## Bau
Die Industriebahn wurde von dem Unternehmen Deutsche Feldbahn- und Industriebedarfs-KG Martin Kallmann in Mannheim geliefert. Der Oberbau der Bahn bestand aus 100 mm hohen Stahlschienen mit einem Metergewicht von etwa 20 kg/m auf 180 mm breiten Eisenschwellen. Es gab zwei jeweils 160 PS starke Dampflokomotiven sowie mehrere moderne Selbstentladewagen für den Transport von Quarz und einige konventionelle Holzkastenkipper für Kohlen, Baumaterial und andere Güter sowie einige gedeckte Güterwagen für den Transport des in Säcke oder Fässer verpackten gemahlenen und getrockneten Quarzes. Die Selbstentladewagen waren besonders aufwändig konstruiert, weil der zu transportierende Rohstoff für die Glasherstellung nicht mit Eisen in Berührung kommen durfte, so dass der gesamte innere Wagenkasten mit Holz verkleidet werden musste. Die größte Steigung auf der freien Strecke betrug 1 : 28, der kleinste Bogenhalbmesser 40 m.

## Betrieb
Am 8. Januar 1923 wurde die Betriebserlaubnis erteilt, aber vor Betriebsbeginn mussten noch Restarbeiten bezüglich 30 am 9. Februar 1923 aufgelisteter Beanstandungen erledigt werden.
Einige dieser Mängel wurden wohl auch in den darauf folgenden Jahren nicht abgestellt, da der Betrieb unter wirtschaftlichen Schwierigkeiten litt, obwohl zeitweise hunderte von Tonnen hochwertiger Quarz pro Tag befördert wurden. Der Magistrat der Stadt Usingen teilte dem Landrat am 13. Dezember 1926 daher mit, dass angedrohte Zwangsmaßnahmen gegen das Steinbruchunternehmen infolge der völligen Verpfändung der gesamten Anlagen und Einrichtungen zwecklos sein dürften. Vom 30. Oktober 1926 bis zum 5. März 1927 wurde die Feldbahn deshalb nur an einzelnen eigens vom Landrat genehmigten Tagen betrieben. Kurz darauf wurde die Bahn bis zum 8. Juli 1927 abgebaut und ihre Trasse zur Anlage einer Straße genutzt.
Nach der Stilllegung der Bahn übernahm 1936 der Berliner Osram-Konzern den Steinbruch. Später wurde er von den Jenaer Glaswerken Schott mit den Bremthaler Quarzitwerken unter dem irreführenden Namen Bremthaler Quarzitwerk betrieben, obwohl er 40 km nordöstlich von Bremthal liegt. Seit 1997 besitzt die Mineralmühle Leun Rau GmbH & Co. KG den stillgelegten Steinbruch und das Werk, in dem heute Quarz aus anderen Steinbrüchen verarbeitet wird.

## Streckenverlauf
Am nordwestlichen Ende des Bahnhofes Usingen gab es vier Schmalspurgleise zwischen drei Normalspurgleisen. Der Rohquarz wurde zum Teil als Schüttgut direkt von den auf einer gemauerten Rampe stehenden Feldbahnwagen in die unterhalb stehenden Normalspurwagen gekippt. Reste der Rampe sind in der Nähe des Raiffeisen-Lagerhauses noch erhalten.
Die Industriebahnstrecke begann an der Umladeanlage zur Bahnstrecke Friedrichsdorf–Albshausen, querte die Bahnhofstraße und führte dann entlang der Blücherstraße, der heutigen B 456, und der heutigen B 275 zu den Steinbrüchen. Bei km 3,9 zweigte ein Gleis zur Bremsberganlage der Gewerkschaft Dörrnberg am heutigen Silbersee ab, und bei km 4,2 endete die Hauptstrecke auf dem Werksgelände des Geyseritwerks der Gewerkschaft Melzingen, in dem es mehrere Ladegleise und einen Lokschuppen gab.